# Jack Marchal
Jack Marchal (Alençon, 19 de septiembre de 1946-Pontoise, 1 de septiembre de 2022) fue un músico y dibujante francés, conocido por su militancia de extrema derecha en los años 1970 y 1980.

## Biografía
Marchal se incorporó al movimiento Occident en 1966 y fue miembro fundador de Groupe Union Défense (GUD). Accedió a la dirección política de Ordre Nouveau, donde dirigió la prensa. Al mismo tiempo fue miembro de la Asociación para la Libertad Económica y el Progreso Social (Association pour la liberté économique et le progrès social, ALEPS). En calidad de ello, participó en la creación del Frente Nacional en 1972 antes de incorporarse al Partido de las Fuerzas Nuevas dos años después. Se volvió a incorporar al Frente Nacional en 1984.
Es conocido por ser el autor del personaje de la «rata negra», inspirado en ilustraciones de Raymond Macherot, y cuya imagen adornó numerosos pasquines y documentos de GUD. Las ratas negras también protagonizaron el folletín Les Rats maudits, publicado en el diario satírico Alternative.
A finales de los años 1990, Jack Marchal formó parte del rock identitario francés como guitarrista del grupo Elendil.

## Publicaciones
- Historieta: Histoire de la civilisation racontée aux enfants (1975).
- Libro: con Frédéric Chatillon y Thomas Lagane, Les Rats maudits : histoire des étudiants nationalistes, 1965-1995 (1995).

## Discografía
- Science et Violence (1979), réédité en 1998 en CD.